# Ermita de San Salvador (Fuentes Claras)
La Ermita de San Salvador (también conocida como El Santo) es una ermita situada en la pedanía del mismo nombre en el municipio de Fuentes Claras.

## Historia
La Ermita fue construida en un antiguo cruce de caminos que llevaban a pueblos vecinos: uno en dirección a Caminreal y Torrijo del Campo, y el otro hacia Villalba de los Morales y Tornos. Su origen es todavía incierto, pero puede datarse durante la segunda mitad del siglo XVIII. Posteriormente nació a su alrededor el actual núcleo de población que tomó el nombre de la Ermita, potenciado gracias a la construcción del ferrocarril cercano por la Compañía del Ferrocarril Central de Aragón y de las estaciones ferroviarias en el municipio vecino de Caminreal, la primera en 1901 y la siguiente (Estación de Caminreal-Fuentes Claras) en 1933.

## Descripción
El edificio es un ejemplo de construcción popular y de pequeñas dimensiones. Es de planta rectangular y una sola nave, con tejado a cuatro aguas y construido en sillería y mampostería. La fachada principal fue pintada de blanco, posiblemente en fechas posteriores a la construcción. Dispone de dos contrafuertes laterales, solo visibles por un costado al estar el edificio adosado a otra edificación por el lado contrario, donde asoman dos ventanucos a la altura del tejado.
El interior, muy sencillo, está pintado de blanco. Carece de decoración alguna y su embaldosado es moderno. En el ábside hay un retablo en celeste y dorado, dos lienzos centrales con imágenes del santo y un altar con la imagen del titular. La entrada presenta un sencillo arco rebajado con una fila de ladrillos al tresbolillo y coronado por una hornacina (actualmente vacía) y una sencilla cruz. La fachada combina el blanco dominante con el ocre, usado en el arco al tresbolillo, el tejadillo y la base del muro. Flanquean la entrada dos plataneros a sendos lados y dos bancos tocantes a la fachada. Antiguamente acogía ermitaños, que vivían en dependencias anexas.
La Ermita tiene un papel destacado en una de las principales tradiciones de Fuentes Claras: la Romería de los Penitentes, organizada y protagonizada por la Cofradía de la Sangre de Cristo.
El 23 de agosto de 2010 el Ayuntamiento la declaró Monumento de Interés Local (MIL), de cara a su inclusión en el Catálogo del Patrimonio Cultural Aragonés.